# 阿莱斯区
阿莱斯区（法語：arrondissement de Alès）是法国加尔省所辖的一个区。总面积1304.2平方公里，总人口149234，人口密度114人/平方公里（2018年）。主要城镇为阿莱斯。

## 辖区
阿莱斯区辖有97个市镇。